# Fibra de aramida
Las fibras de aramida son fibras de origen sintético y se obtienen por hilado de poliamidas aromáticas del tipo politereftalato de polifenilendiamina. 
La aramida es una poliamida aromática llamada poliparafenilenotereftalamida con una estructura química perfectamente regular cuyos anillos aromáticos dan como resultado las moléculas del polímero con una propiedades de una cadena razonablemente rígidas. Las fibras son fabricadas por diferentes procesos de hilado y extrusión. 
El grupo de fibras de aramida es uno relativamente nuevo y potencialmente importante, basado en la rigidez y en la alta resistencia, que se obtiene en polímeros completamente 
alineados. Son poliamidas con radicales aromáticos, unidos los radicales de sencillo, resultando unas fibras mucho más resistentes, térmica y mecánicamente.

## Tipos de fibra de aramida
Según el procedimiento de fabricación, se distinguen dos tipos de fibras de aramida según su rigidez: fibras de bajo módulo (E=70 GPa) y de alto módulo (E=130 GPa).
Los materiales compuestos de fibra de aramida no tienen resistencia a la compresión pero se consideran de altas prestaciones, debido a sus características mecánicas son muy elevadas.
Se utiliza para vestidos, paracaídas, cuerdas y cables, ya que tiene una alta resistencia y un módulo elástico intermedio.

## Propiedades de la fibra de aramida
- Alta resistencia específica a la tracción, debido a su alto grado de cristalinidad. Sus cadenas moleculares son alimentadas y hechas rígidas mediante anillos aromáticos con uniones de hidrógeno. Ejemplo: es 5 veces más resistente que el acero.

- Alto módulo de elasticidad y una baja elongación a la rotura.

- Gran tenacidad, no son frágiles, alta resistencia al impacto y alta capacidad de absorción de energía.

- Buena estabilidad mecánica en el rango térmico -30 °C – 200 °C. Es recomendable trabajar con este tipo de fibra en el rango térmico de estabilidad.

- Es químicamente bastante estable, aunque es susceptible de ser atacada por ácidos fuertes. Son resistentes a la llama.

- Baja resistencia a compresión y flexión, a diferencia del resto de las fibras que tienen valores similares para la resistencia a la tracción y compresión.

- Dentro el rango de temperaturas de estabilidad mecánica, la existencia de humedad puede provocar pérdidas de resistencia hasta un 10 %.

- Baja adherencia a determinadas matrices, como el caso de las termoplásticas.

## Presentaciones industriales de la fibra de aramida

### Fibra continua
Está disponible en mechas de filamentos continuos. Estos filamentos pueden obtenerse sin acabado y ser procesados mediante diferentes operaciones textiles. Los rovings y mechas se utilizan en el enrollamiento filamentario, cintas de preimpregnado y procesos de pultrusión. Los tejidos, son la principal forma utilizada en materiales compuestos con fibra de aramida .

### Fibra discontinua
La utilización de aramida en las formas de fibra corta o discontinua está creciendo cada vez más. Una de las razones es que su inherente tenacidad y naturaleza fibrilar permite la creación de formas de fibra que no son posibles para otros refuerzos.